# Marcha parkinsoniana
A marcha parkinsoniana (ou marcha festinante, com origem do latim festinare [apressar-se]) é o tipo de marcha apresentado, principalmente, por pacientes com doença de Parkinson (DP), mas pode aparecer também em outras doenças neurológicas. Em geral, é descrito por pessoas com Parkinson como uma sensação de estar preso no lugar, ao iniciar um passo ou virar, fator que pode contribuir para aumentar o risco de queda. Esse distúrbio é causado por uma deficiência de dopamina no circuito dos gânglios da base, causando déficits motores. A marcha é uma das características motoras mais afetadas neste distúrbio, embora os sintomas da doença de Parkinson sejam variados
uma lentidão geral dos movimentos ( hipocinesia ), ou a perda total dos movimentos ( acinesia ) em casos extremos. Pacientes com DP apresentam redução no comprimento da passada, na velocidade de caminhar durante a deambulação livre e na taxa de cadência, enquanto a duração do apoio duplo é aumentada. O paciente tem dificuldade para iniciar a caminhada, mas também tem dificuldade para parar depois de começar. Isto ocorre devido à hipertonicidade muscular.

## Características anormais da marcha

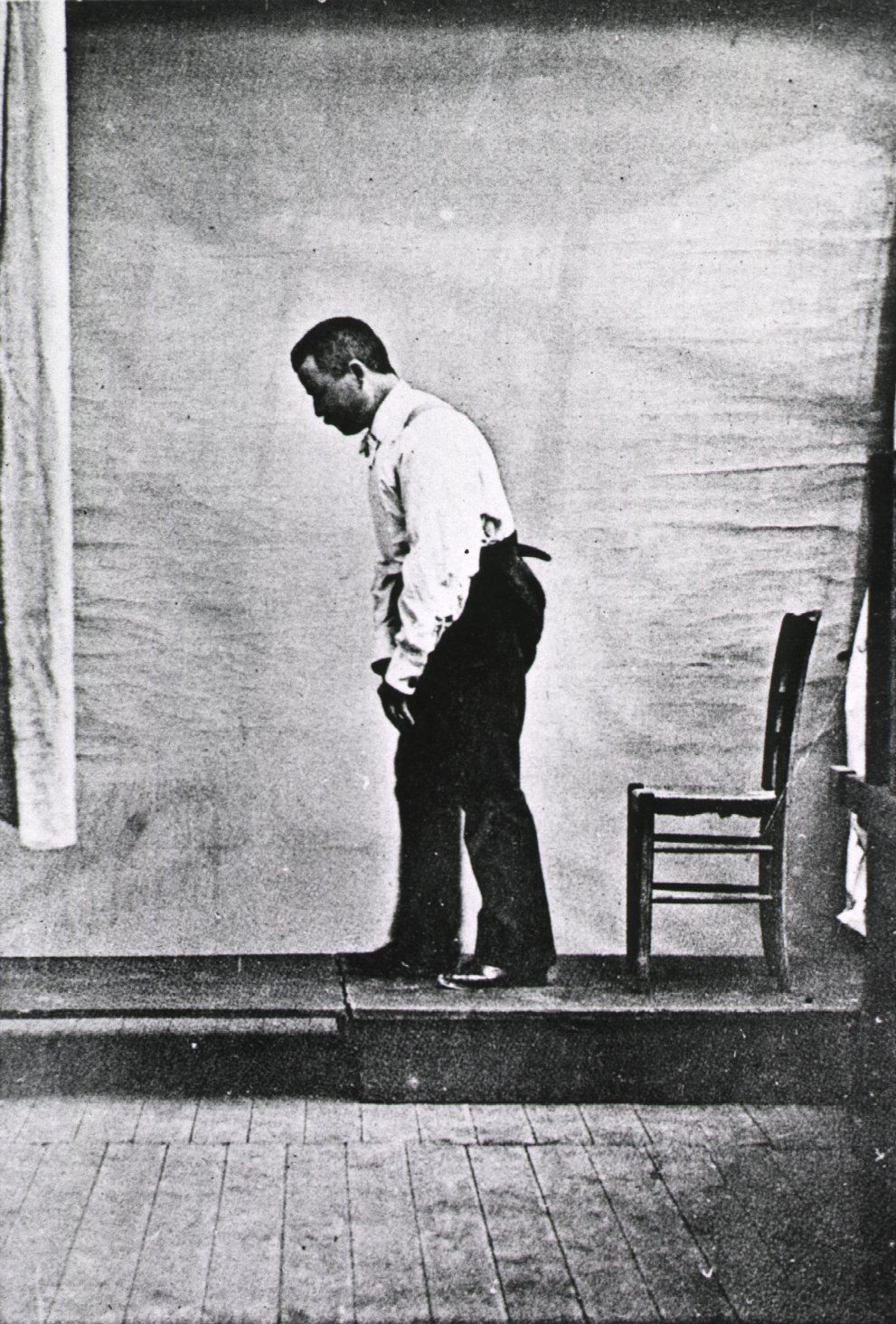
Paciente com doença de Parkinson mostrando uma postura de caminhada flexionada retratada em 1892, da Nouvelle Iconographie de la Salpètrière, vol. 5

Pacientes com DP apresentam características de marcha que são extremamente diferentes da marcha normal. Embora a lista de características anormais da marcha apresentada abaixo seja a mais discutida, ela certamente não é exaustiva.

### Características do calcanhar aos dedos do pé
Na marcha normal, o calcanhar toca o chão antes dos dedos (também chamado de marcha calcanhar-dedo), enquanto que na marcha parkinsoniana, o movimento é caracterizado pelo apoio do pé plano (quando todo o pé é colocado no chão ao mesmo tempo ou menos frequentemente e nos estágios mais avançados da doença, pela marcha calcanhar-dedo (quando os dedos tocam o chão antes do calcanhar).2] Além disso, os pacientes com DP podem apresentar redução na elevação do pé durante a fase de balanço da marcha, o que causa menor espaço entre os dedos e o chão.
Na marcha normal, o calcanhar toca o chão antes dos dedos (também chamado de marcha calcanhar-dedo), enquanto que na marcha parkinsoniana, o movimento é caracterizado pelo apoio do pé plano (quando todo o pé é colocado no chão ao mesmo tempo) 1] ou menos frequentemente e nos estágios mais avançados da doença, pela marcha calcanhar-dedo (quando os dedos tocam o chão antes do calcanhar).2] Além disso, os pacientes com DP podem apresentar redução na elevação do pé durante a fase de balanço da marcha, o que causa menor espaço entre os dedos e o chão.

### Força de reação vertical do solo
Na marcha normal, o gráfico da força de reação vertical do solo (FRS) tem dois picos: um quando o pé atinge o chão e o segundo pico é causado pela força de impulso do solo. A forma do sinal GRF vertical é alterado na DP. Nos estágios iniciais da doença de Parkinson, são encontradas forças reduzidas (ou alturas máximas) para o contato do calcanhar e a fase de impulsão, assemelhando-se às de indivíduos idosos. Nos estágios mais avançados do distúrbio, em que a marcha é caracterizada por pequenos passos arrastados, os pacientes com DP apresentam apenas um pico estreito no sinal GRF vertical. 

### Quedas e congelamento da marcha
Quedas e congelamento da marcha são dois fenômenos episódicos comuns na marcha parkinsoniana. Estudos sugerem que quedas e congelamento da marcha na DP estejam interligados por vários motivos, e o fator mais importante: ambos os sintomas são comuns nos estágios avançados da doença e são menos comuns nos estágios iniciais, com o congelamento da marcha levando a quedas em. Ambos os sintomas, normalmente, respondem mal e às vezes paradoxalmente ao tratamento com medicamentos dopaminérgicos, talvez apontando para uma fisiopatologia subjacente comum. É possível demonstrar uma resposta medicamentosa dopaminérgica pobre e paradoxal por meio de um paradigma de desafio no qual a marcha é avaliada depois da retirada da medicação e no estado de medicação ON completo.
Congelamento da marcha: O congelamento da marcha (FOG) é normalmente um episódio passageiro – com duração inferior a um minuto, no qual a marcha é interrompida e o paciente queixa-se de que seus pés estão colados ao chão. Quando o bloqueio é superado, a caminhada pode ser realizada de forma relativamente tranquila. A fisiopatologia do fenômeno é pouco compreendida, mas provavelmente se estende por uma rede funcional-anatômica disseminada. Os tratamentos atuais para FOG oferecem apenas benefícios limitados, mas diversas abordagens estão sendo ativamente exploradas, e está sendo pensado como as futuras estratégias de pesquisa serão melhor coordenadas.
A forma mais comum de FOG é a "hesitação ao começar" (que acontece quando o paciente quer iniciar uma caminhada), seguida com frequência pela "hesitação ao virar" O FOG pode se dar também em locais estreitos ou apertados, como ao passar por uma porta, ao ajustar os passos ao chegar a um destino e em momentos estressantes, como quando o telefone ou a campainha tocam ou quando a porta do elevador se abre. O FOG, com a progressão da doença, pode aparecer espontaneamente, mesmo em um espaço de pista aberto. As intervenções psicológicas podem ajudar a reduzir o efeito negativo de fatores psicossociais, como ansiedade ou depressão, que podem agravar o congelamento da marcha ou o tremor em pacientes com Parkinson. Todo paciente pode se beneficiar das intervenções psicológica, não apenas para reduzir os sintomas de fatores como a ansiedade, a depressão, a dor e a insônia, mas também para reduzir o efeito de fatores psicossociais no agravamento dos sintomas motores e melhorar a qualidade de vida dos pacientes com a doença de Parkinson.
Quedas: Quedas, como a FOG, são raras nos estágios iniciais da doença de Parkinson e tornam-se mais frequentes ao passo que a doença progride. As quedas ocorrem principalmente devido a mudanças bruscas de postura, em especial movimentos de rotação do tronco ou tentativas de realizar mais de uma atividade ao mesmo tempo, além de caminhar ou se equilibrar. Quedas também são comuns durante transferências de posição, como ao levantar de uma cadeira ou cama. Os pacientes com DP caem principalmente para a frente (45% de todas as quedas) e cerca de 20% caem lateralmente. As quedas que acontecem, normalmente, muito cedo no curso da doença podem significar que outro diagnóstico (como paralisia supranuclear progressiva) deve ser considerado.

### Balanço postural
A instabilidade postural na posição ereta é comum na DP em estágio terminal e causa comprometimento na capacidade de manter o equilíbrio nas tarefas cotidianas, como caminhar, virar e levantar-se da posição sentada . A incapacidade de equilibrar adequadamente o centro de massa do corpo sobre a base de suporte, combinada com a inflexibilidade nos movimentos do corpo (pelo aumento da rigidez), faz com que pacientes com DP em estágios avançados sofram quedas. Enquanto a oscilação postural na posição normal, com frequência, aumenta em pacientes com distúrbios de equilíbrio causados por acidente vascular cerebral, traumatismo craniano e ataxia cerebelar, ela geralmente é reduzida em pacientes com DP. Isso acontece porque na DP o problema parece ser a falta de flexibilidade na mudança de respostas posturais. Essa inflexibilidade aumenta o risco de queda nesses pacientes.

### Estudos eletromiográficos
Estudos eletromiográficos (EMG) dos músculos das pernas em pacientes com DP apresentaram uma diminuição extrema na ativação do músculo tibial anterior na fase inicial de apoio e nas fases inicial e final do balanço, e uma redução na explosão do músculo tríceps sural no impulso. Os músculos quadríceps e isquiotibiais, em contraste, apresentam ativação prolongada na fase de apoio da marcha. Isso faz com que os pacientes com DP apresentem maior rigidez passiva nas articulações do tornozelo, mostram maior atividade EMG de fundo e mais contração dos músculos das pernas na postura. Articulações mais rígidas causam uma oscilação postural anormal em pacientes com DP.

## Estratégias de melhoria da marcha

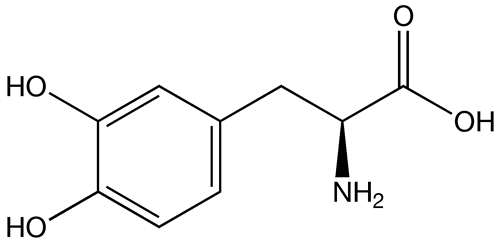
L-dopa (ativa o receptor D1) é o medicamento mais utilizado no tratamento de Parkinson

O tratamento mais amplamente utilizada é a L-dopa em várias formas. A L-dopa é capaz de atravessar a barreira hematoencefálica como um pró-fármaco e é descarboxilada no cérebro para o neurotransmissor dopamina pela enzima L-aminoácido aromático descarboxilase. Com isso, a L-DOPA é capaz de repor parte da deficiência de dopamina observada nos pacientes com a DP. Devido à inibição por feedback, a L-dopa resulta em uma redução na formação endógena de L-dopa e, se torna contraproducente.
Efeito nos parâmetros da marcha: O comprimento da passada e os parâmetros cinemáticos (velocidade de balanço, velocidade de pico) referentes à energia são sensíveis à Dopa. Os parâmetros temporais (duração da passada e do balanço, variabilidade da duração da passada), relacionados ao ritmo, são resistentes à Dopa.
Efeito em quedas e congelamento da marcha: O tratamento com levodopa diminui a frequência e o tipo acinético de FOG, com tendência a episódios de FOG mais curtos. Os resultados indicam que isso acontece porque a L-dopa aumenta o limiar para a ocorrência de FOG, mas a fisiopatologia fundamental para FOG não mudou. Estudos mostram também que outros agonistas da dopamina, como ropinirol, pramipexol e pergolida, com uma forte afinidade pelos receptores D2 (ao contrário da L-dopa, que tem uma forte afinidade pelos receptores D1 ), aumentam a frequência de FOGs.
Efeitos na oscilação postural  a doença de Parkinson apresenta oscilação anormal na postura e o tratamento com levodopa contribui para anormalidades da oscilação postural. Durante o movimento, foi notado que os distúrbios posturais autonômicos iniciais são corrigidos apenas parcialmente, enquanto as correções posturais que ocorrem posteriormente não são afetadas pela dopamina. Esses resultados indicam que lesões não dopaminérgicas desempenham um papel no desequilíbrio na postura em pacientes com DP.

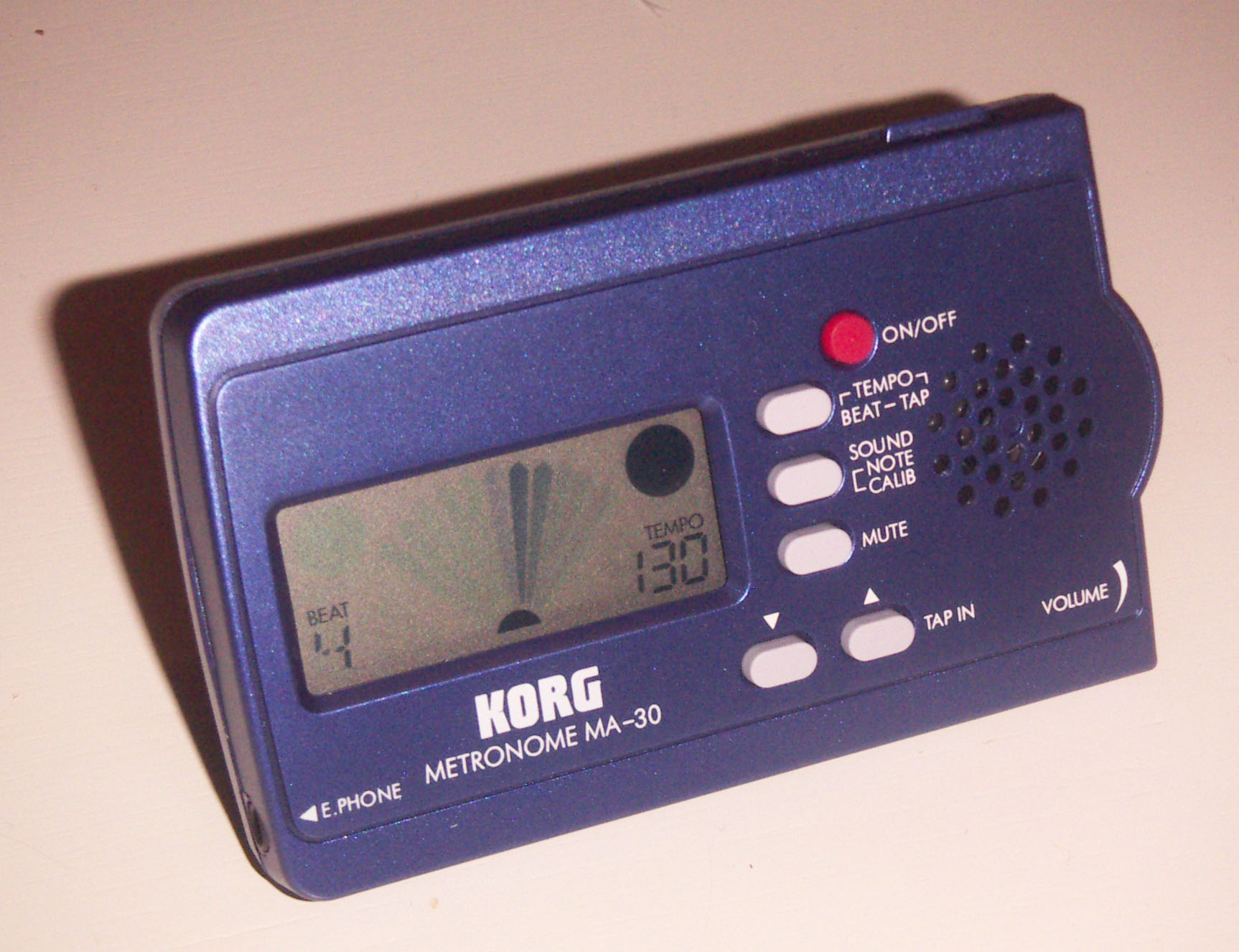
Metrônomo é usado para fornecer sinais auditivos rítmicos para pacientes com doença de Parkinson

### Estímulos auditivos e visuais
A disfunção dos gânglios da base na DP faz com que eles parem de atuar como um sinal interno para a marcha em pacientes com Parkinson. No entanto, diversos sinais sensoriais externos, como estímulos auditivos e visuais, foram desenvolvidos para contornar as funções de sinalização dos gânglios da base.
Estímulos visuais: Os estímulos visuais são normalmente linhas transversais ou barras no chão (marcadores de chão). Foi mostrado que tais estímulos contribuem para melhorar o comprimento e a velocidade da passada na marcha em pacientes com DP, substituindo o feedback cinestésico pelo feedback visual para regular a amplitude do movimento. Além disso, foi demonstrado que a iniciação da marcha é significativamente melhorada em pacientes com DP em comparação com os estímulos auditivos. Foi relatado que os estímulos visuais administrados por "bengalas laser" melhoram o início da marcha. Óculos de realidade virtual também foram desenvolvidos recentemente para auxiliar na caminhada de pacientes com DP.
Estímulos auditivos: Os estímulos auditivos são, em geral, pistas rítmicas geradas por um metrônomo ou equivalente, às vezes, adicionadas à música, definidas na cadência usual do sujeito ou ligeiramente acima dela. Estímulos auditivos rítmicos são associados a aumentos na velocidade, cadência e, às vezes, no passo após o início da marcha. Os estímulos auditivos podem têr pouco ou nenhum efeito no início da marcha. Além disso, existem algoritmos de previsão para dar suporte a uma sinalização auditiva mais eficiente. Esses algoritmos preveem episódios de congelamento para que uma sinalização possa ser iniciada.

### Estimulação cerebral profunda

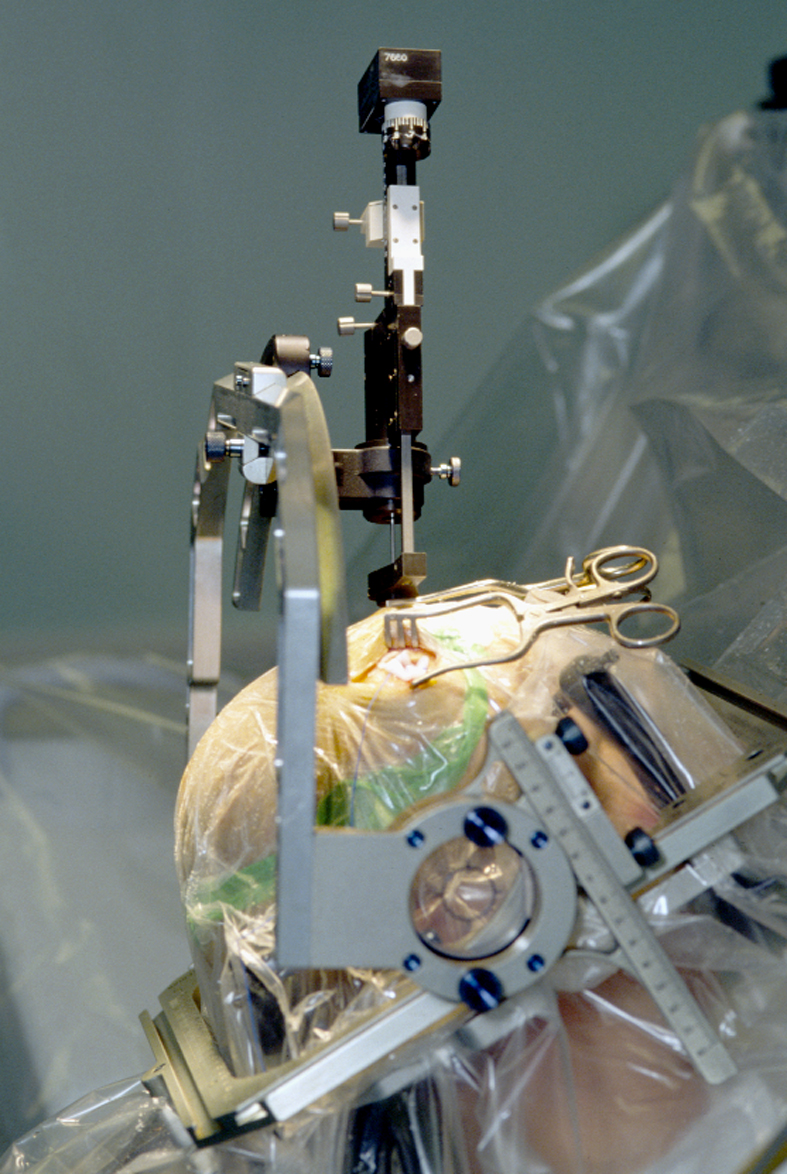
Estimulação cerebral profunda em um paciente com Parkinson. A imagem mostra o processo de implantação de um eletrodo DBS no cérebro de um paciente.

A estimulação cerebral profunda (ECP) no núcleo pedunculopontino, uma parte do tronco cerebral envolvida no planejamento motor, demonstrou melhorar a função da marcha em pacientes com doença de Parkinson.
Também foi demonstrado que a estimulação cerebral profunda no núcleo subtalâmico (NST) e no globo pálido tem efeitos positivos nas anormalidades da marcha apresentadas por pacientes com doença de Parkinson. Foi relatado que a DBS no STN reduz significativamente o congelamento da marcha em 1 e 2 anos de acompanhamento. Resultados contraditórios foram relatados sobre os efeitos do DBS na estabilidade postural Os resultados parecem ser altamente específicos da localização. Os estudos que relatam efeitos positivos sugerem que a eficácia da ECP na melhoria da estabilidade postural se deve à sua capacidade de afetar as vias não dopaminérgicas (além das vias dopaminérgicas) que se acredita causarem oscilação postural em pacientes com DP.

### Outras estratégias de tratamento
Os fisioterapeutas podem ajudar a melhorar a marcha criando programas de treinamento para aumentar o comprimento da passada do paciente, ampliar a base de apoio, melhorar o padrão da marcha calcanhar-dedo do pé, endireitar a postura do paciente e aumentar os padrões de balanço do braço.
Pesquisas mostraram que o treinamento de marcha combinando um arnês suspenso com caminhada em uma esteira demonstrou melhorar tanto a velocidade da caminhada quanto o comprimento da passada. O arnês auxilia o paciente a manter uma postura ereta, eliminando a necessidade de usar um auxílio de mobilidade, uma prática que normalmente promove uma postura flexionada para frente.[2] Acredita-se que a ativação do gerador de padrão central leva à melhora do padrão da marcha.
A melhoria da flexibilidade do tronco, juntamente com o fortalecimento dos músculos centrais e das extremidades inferiores, tem sido associada ao aumento do equilíbrio e à melhoria do padrão de marcha. Exercícios aeróbicos, como ciclismo duplo e hidroginástica, também são cruciais para melhorar a força e o equilíbrio geral. Devido à natureza progressiva da DP, é importante manter uma rotina de exercícios para manter seus benefícios.
Estratégias como usar um bastão de caminhada vertical também podem ajudar a melhorar o alinhamento postural ereto. O terapeuta também pode usar ladrilhos ou pegadas no chão para melhorar o posicionamento dos pés e ampliar a base de apoio do paciente. A visualização criativa da caminhada com um padrão de marcha mais normalizado e o ensaio mental do movimento desejado também se mostraram eficazes.
O paciente também deve ser desafiado a caminhar em uma variedade de superfícies, como ladrilhos, carpetes, grama ou superfícies de espuma, o que também beneficiará o progresso do indivíduo em direção à normalização de seu padrão de marcha

## Comparação com outros distúrbios da marcha
Encefalopatia arteriosclerótica subcortical (SAE), também chamada de parkinsonismo da parte inferior do corpo, e ataxia cerebelar são dois outros distúrbios da marcha cujos sintomas parecem assemelhar-se muito aos do Parkinson. No entanto, por meio de estudos de análise de regressão, revelaram que no Parkinson, o aumento da velocidade da caminhada altera o comprimento da passada linearmente (o que se assemelha ao dos controles). No entanto, na SAE e na ataxia cerebelar, o comprimento da passada teve uma contribuição desproporcional para o aumento da velocidade, indicando que a SAE e a ataxia cerebelar têm mecanismos subjacentes comuns diferentes daqueles do Parkinson.

## Impacto socioeconômico
Problemas de mobilidade que estão associados a quedas e congelamento da marcha têm um impacto devastador na vida de pacientes com DP. O medo de cair pode ter um efeito incapacitante para os pacientes com DP e pode resultar em isolamento social, deixando os pacientes amplamente isolados, o que pode causar transtornos mentais como a depressão. A imobilidade também contribui para o desenvolvimento de outros problemas de saúde física como à osteoporose, o que por sua vez facilita o desenvolvimento de fraturas futuras. Isso se torna um círculo vicioso, com quedas levando à imobilidade e a imobilidade facilitando quedas futuras. Fraturas de quadril causadas por quedas são a forma mais comum de fratura entre pacientes com DP. As fraturas aumentam os custos do tratamento associados às despesas com cuidados de saúde na DP. [1] Quando a marcha é afetada, isso geralmente indica o início da demência por corpos de Lewy.